# 洛塔·谢林
夏洛塔·埃娃·谢林（瑞典語：Charlotta Eva Schelin，1984年2月27日—），瑞典女子足球运动员，司职前鋒。曾代表瑞典参加了2004年、2008年、2012年和2016年夏季奥运，最终在2016年获得一枚银牌。